# Daveed Diggs
Daveed Daniele Diggs (sinh ngày 24 tháng 1 năm 1982) là nam diễn viên, rapper, nhạc sĩ người Mỹ. Anh là giọng ca chính của ban nhạc hip hop thể nghiệm Clipping. Năm 2015, anh đảm nhận hai vai Marquis de Lafayette và Thomas Jefferson trong vở nhạc kịch Hamilton, qua đó giành được một giải Tony cho Nam chính nhạc kịch xuất sắc nhất năm 2016. Đồng thời với dàn diễn viên của vở kịch này, anh được trao một giải Grammy hạng mục Album nhạc kịch hay nhất cùng năm đó.
Sau vai diễn trong Hamilton, anh đóng một vai phụ trong phim truyền hình Black-ish (2016–2018) và tham gia một số phim điện ảnh như Wonder (2017), Velvet Buzzsaw (2019) và The Little Mermaid (2023). Diggs cũng viết kịch bản, sản xuất và đóng vai chính phim Blindspotting năm 2018, tác phẩm mang về cho nam diễn viên một giải Tinh thần Độc lập cho Nam chính xuất sắc nhất. Anh cũng sáng lập, biên kịch và điều hành sản xuất phiên bản truyền hình cùng tên của phim này vào năm 2021. Từ năm 2020, anh vào vai chính trong sê-ri "Snowpiercer". Năm 2021, anh nhận được một đề cử giải  Primetime Emmy hạng mục Nam phụ xuất sắc trong loạt phim ngắn cho vai diễn ghi hình trực tiếp trong vở Hamilton (2020).

## Thời thơ ấu
Diggs sinh ra tại Oakland, California, mẹ là Barbara, một người gốc Do Thái làm nghề công tác xã hội, cha là Dountes Diggs, một tài xế xe bus người Mỹ gốc Phi. Tên "Daveed" được đặt theo cách phát âm tiếng Hebrew của từ "David", nam diễn viên cho biết: "David có nghĩa là "được yêu quý" trong tiếng Hebrew, nó được viết với hai chữ e và cha tôi thích từ đó".

## Đời tư
Diggs hẹn hò với nữ diễn viên Emmy Raver-Lampman, cả hai gặp nhau năm 2015 khi cùng tham gia vở Hamilton.